# Barrenringelnatter
Die Barrenringelnatter (Natrix helvetica), im Englischen barred grass snake genannt, ist eine Schlangenart aus der Familie der Nattern (Colubridae). Sie wird seit 2017 als eigene Art angesehen, worauf genetische Untersuchungen von mehr als 1.600 Schlangen durch ein internationales Forscherteam hinwiesen. Somit leben in Deutschland sieben Schlangenarten. Zuvor wurde die Barrenringelnatter als Unterart (Natrix natrix helvetica) der Ringelnatter (Natrix natrix) angesehen. Erstbeschrieben wurde sie im Jahr 1789 von dem französischen Zoologen Bernard Germain Lacépède. Die Barrenringelnatter lebt hauptsächlich westlich und südlich des Rheins. In Deutschland wurde sie auch im äußersten Süden Bayerns nachgewiesen, zudem gibt es Vorkommen in Tirol und in den Südalpen.

## Namensherkunft
Die Barrenringelnatter ist durch eine Reihe auffälliger quer gestellter schwarzer Flecken („Barren“, „Barrenmuster“) an den Körperseiten gekennzeichnet, die die Form von Barren haben. Der Namensbestandteil Ringelnatter stammt vermutlich von dem „Halsring“, der durch die beiden halbmondförmigen hellen Bereiche am Nacken gebildet wird.

## Merkmale

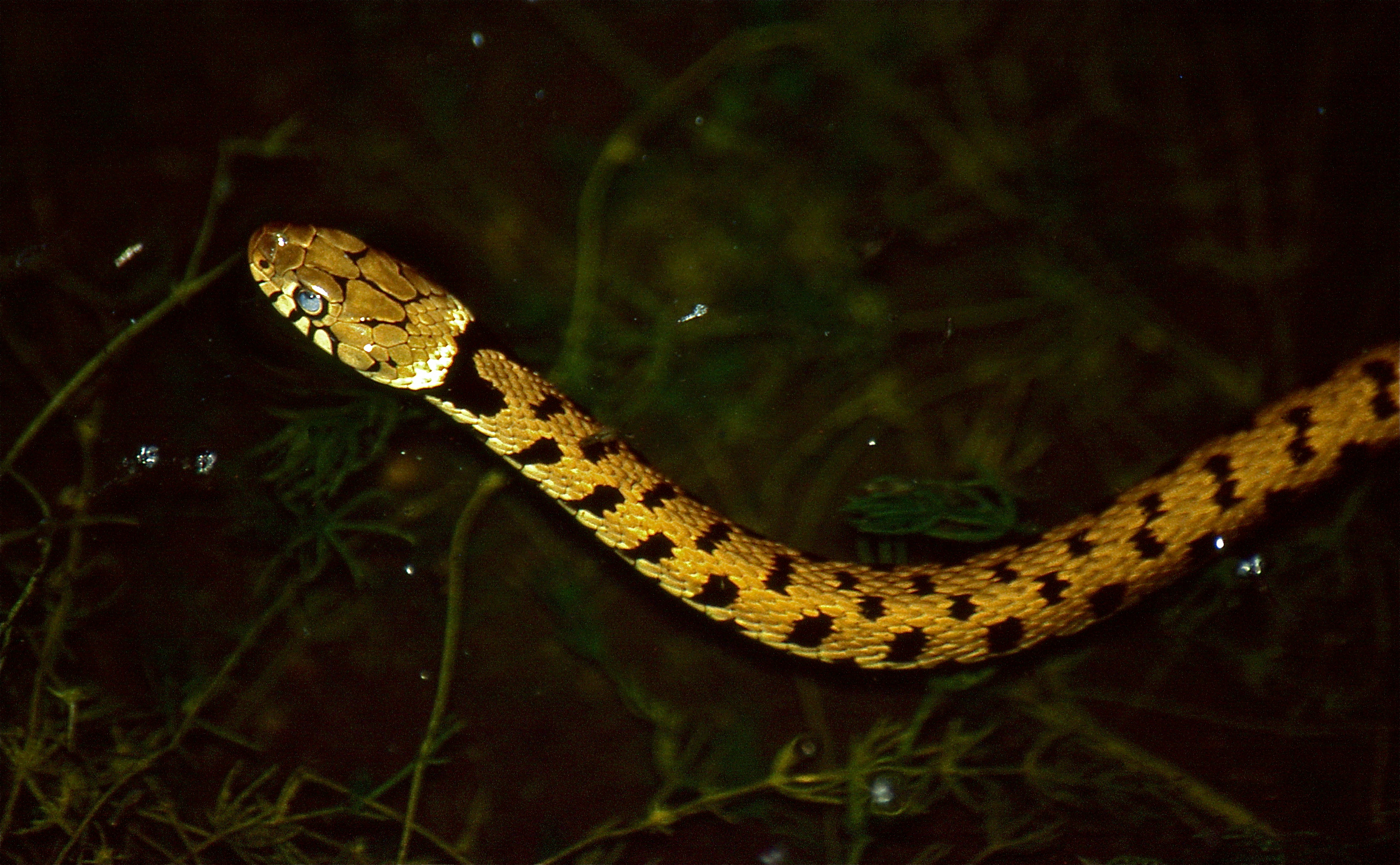
Bei dieser im Wasser jagenden Barrenringelnatter sind die namensgebenden Barren an den Körperseiten gut zu erkennen, ebenso wie das deutliche Aufeinandertreffen der halbmondförmigen Bereiche im Nacken. Jedoch ist diese Art recht variabel

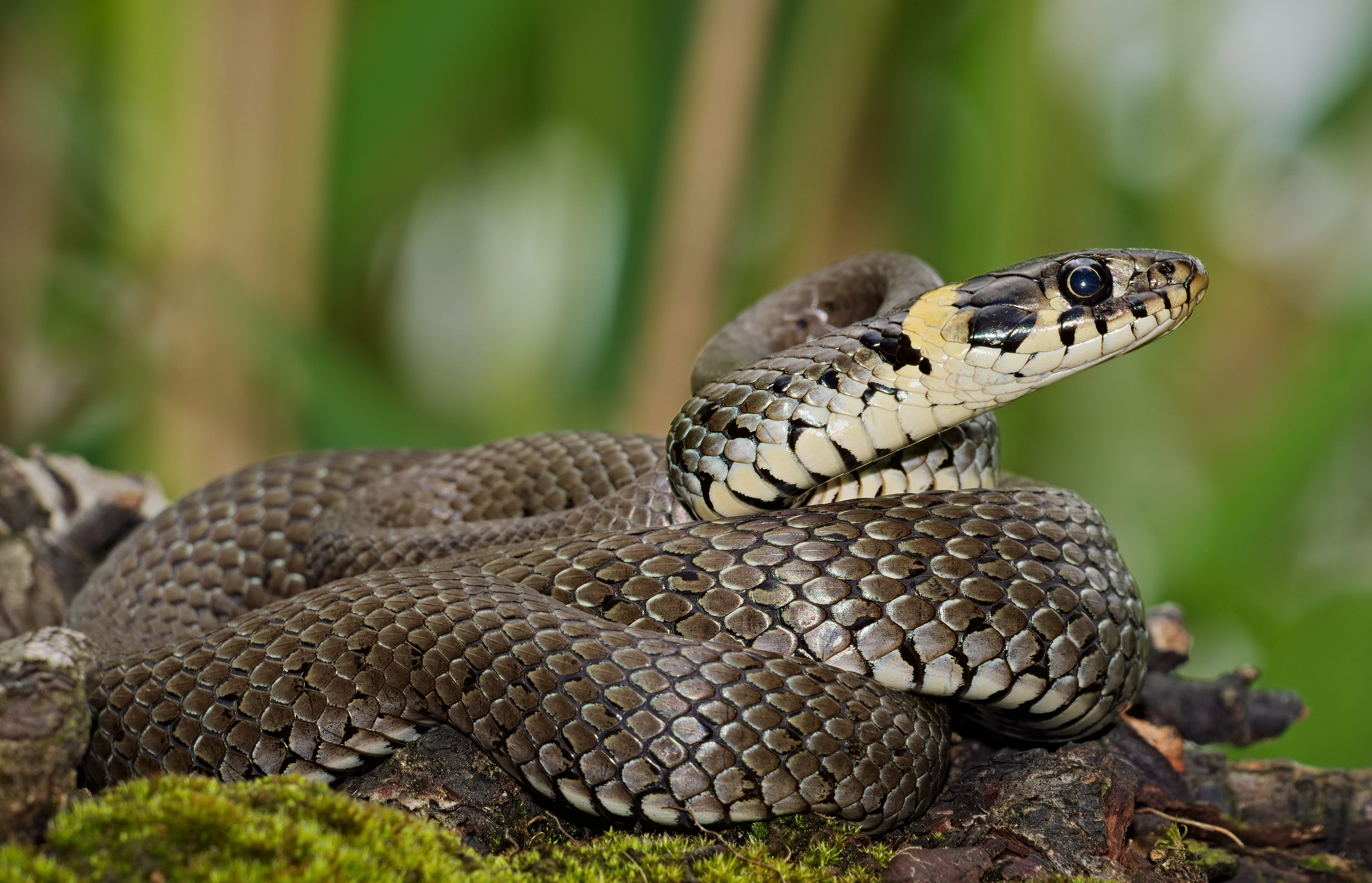
Im Vergleich hierzu die Ringelnatter (Natrix natrix) ohne Barren an den Körperseiten

Die Barrenringelnatter kann 1,90 bis 2 Meter lang werden, in der Regel bleibt sie jedoch wesentlich kleiner. Männchen werden bis maximal 140 cm lang. Im Durchschnitt ist die Barrenringelnatter mit 160 cm größer als gleichaltrige Ringelnattern, deren Weibchen eine Maximallänge von einem Meter erreichen können. Die beiden hellen halbmondförmigen Bereiche am Nacken treffen deutlicher aufeinander als bei der Ringelnatter. Diese hellen Nackenflecken können jedoch bei der Barrenringelnatter auch nur schwach ausgeprägt sein oder ganz fehlen. Zumindest ist dies bei den in Bayern gefundenen Barrenringelnattern so. Bei melanistischen Tieren (schwarzen Farbmorphen) fehlt diese Markierung fast völlig. Der Kopf setzt sich bei Adulti deutlicher vom Körper ab als bei der Ringelnatter. Die Körperfärbung ist in aller Regel heller als bei der Ringelnatter.

## Untersuchungsmethode
Genetische Studien von Wissenschaftlern der Senckenberg Gesellschaft für Naturforschung unter Leitung von Jörg Fritz wiesen auf Diskrepanzen zwischen der traditionellen Taxonomie und der genetischen Differenzierung von Ringelnattern hin. In der Studie untersuchte Doktorandin Carolin Kindler über 1600 Ringelnattern genetisch – viele davon waren wissenschaftliche Museumspräparate. Dabei wurden im Kontext der zuvor vermuteten Intergradation bislang unbekannte sekundäre Kontaktzonen identifiziert. Zwei solcher Kontaktzonen wurden untersucht. In der einen, die weitgehend der Rheinregion entspricht, lebt Natrix helvetica und die östliche Art N. natrix, während in der anderen, östlicheren Kontaktzone zwei Linien aufeinandertreffen, die von N. natrix und N. n. persa. Diese zweite Kontaktzone erstreckt sich über Mitteleuropa bis zum südlichen Balkan. Solche Kontaktzonen werden von Forschern auch als Freilandlabore angesehen, weil sich dort Hybridisierung und Artbildung untersuchen lassen. Analysen zeigten, dass die westliche Kontaktzone schmal ist. Im Gegensatz dazu ist die östliche Kontaktzone sehr breit, mit massiver Vermischung und sich weitgehend überschneidenden mitochondrialen Abstammungslinien. In Kombination mit Hinweisen aus der Morphologie, Phylogenie und von Divergenzzeiten kam das Untersuchungsteam zu der Ansicht, dass diese Unterschiede verschiedene Stadien eines Artbildungsprozesses abbilden und dass Natrix helvetica als eigene Art betrachtet werden sollte. Insofern schlug das Untersuchungsteam eine überarbeitete Taxonomie vor. Die Forschung hierzu ist jedoch nicht abgeschlossen. Das glaziale Refugium einer weit verbreiteten westeuropäischen Linie der Barrenringelnatter (Natrix helvetica) befand sich höchstwahrscheinlich in Südfrankreich. Da beide Arten stark im Erscheinungsbild variieren, wurde die Eigenständigkeit der Barrenringelnatter lange Zeit nicht erkannt.

## Verbreitung

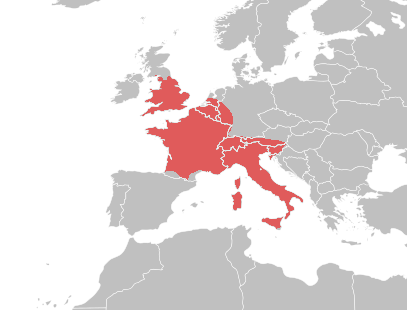
Verbreitungsgebiet der Barrenringelnatter

Das Verbreitungsgebiet der Barrenringelnatter ist erheblich kleiner als das der östlich des Rheins vorkommenden Ringelnatter. Sie kommt in England, Frankreich, den Benelux-Ländern, der Schweiz, Italien und dem westlichsten Deutschland sowie in Teilen Bayerns und Österreichs (Tirol) vor.
In der Schweiz ist die Barrenringelnatter mit Ausnahme gewisser Juragegenden bis in Höhen von 2000 m verbreitet. Im Kanton Luzern kommt sie hauptsächlich in den mittelländischen Talebenen, so im „Luzerner Reusstal, Rotsee und Rontal“ und den „Talebenen der Wigger und ihrer Zuflüsse“ (vor allem in der Wauwilerebene) sowie im Ostteil der „Seelandschaften“ (Seetal) vor. Ein zweiter Schwerpunkt ihrer Verbreitung im Kanton Luzern liegt in den Naturräumen um den Vierwaldstättersee, vor allem im „Rigigebiet und Bürgenstock“ sowie „Habsburgeramt und Horwer Halbinsel“ und den unteren Bereich des Naturraums „Tal der Kleinen Emme“. Auf der Rigi wurde sie in 1446 m Höhe gefunden.
Forscher der Zoologischen Staatssammlung München (SNSB-ZSM) entdeckten in der Alpenregion Bayerns im Jahr 2019 eine Unterart der Barrenringelnatter (Natrix helvetica sicula), die bisher nur aus den Südalpen bekannt war und auch im westlichen Österreich (Tirol) weit verbreitet ist. Anhand mitochondrialer DNA-Sequenzen belegten sie die Existenz der Barrenringelnatter im deutsch-österreichischen Grenzgebiet bei Garmisch-Partenkirchen, an der Isar bei Mittenwald, im Inntal und bei Sachrang. Sie bezeichneten die gefundenen Exemplare als Alpen-Barrenringelnatter und als Italienische Barrenringelnatter. Die meisten dieser bayerischen Populationen bilden eine enge Hybridzone aus Mischlingen zwischen Barrenringelnattern und Ringelnattern. Die Unterart ist in Bayern auf die Flusstäler von Inn, Isar und Loisach begrenzt und ist nach Annahme des Untersuchungsteams ursprünglich nach der Klimaerwärmung nach der letzten Eiszeit über Alpenpässe wohl aus Italien eingewandert, wie Uwe Fritz von den Senckenberg Naturhistorischen Sammlungen Dresden erläuterte. Deren Ausbreitung nach Norden werde vermutlich von der dortigen starken Präsenz der Ringelnatter begrenzt.

## Aktivitätszeit

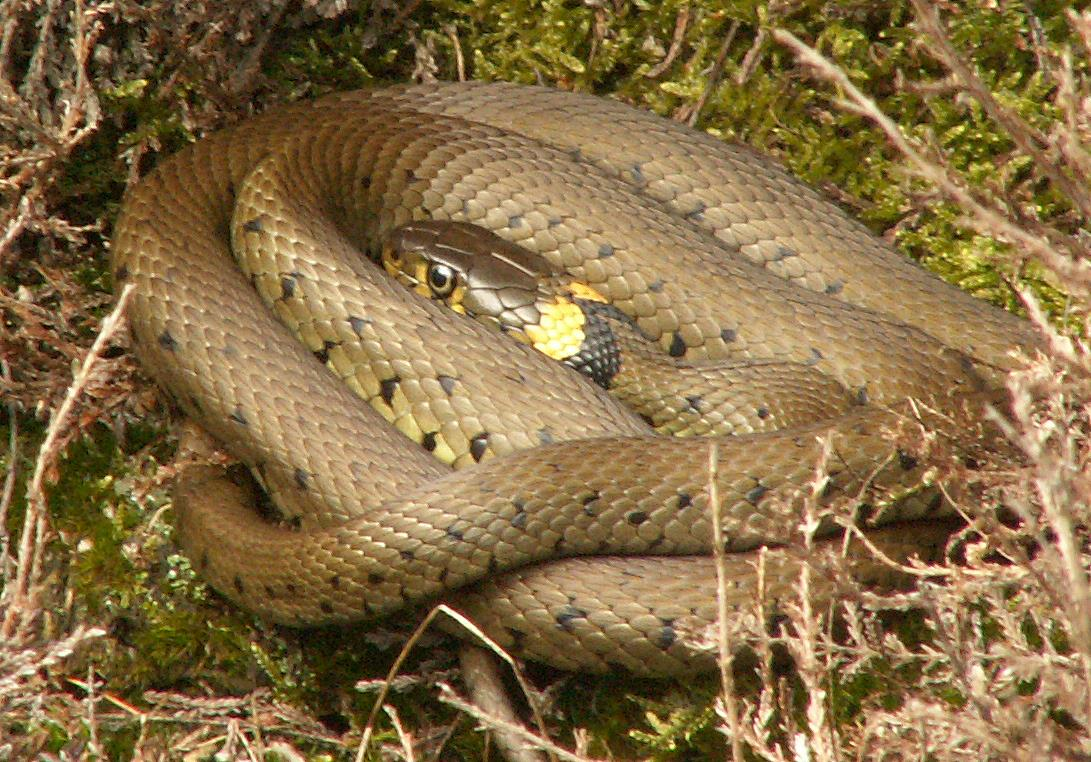
Barrenringelnatter im Frühjahr, Niederlande

Die Hauptaktivitätszeit adulter Barrenringelnattern liegt zwischen März und Oktober, die genannten Monate nicht eingeschlossen. Jungtiere sind in der zweiten Hälfte des August und im September am meisten aktiv.

## Lebensräume
Die Barrenringelnatter kommt vor allem in amphibienreichen Gebieten aller Art vor. Dies können Flachmoore und waldige
Feuchtgebiete sein sowie Uferzonen und Abhänge, Böschungen von Bächen und Flüssen und Waldränder. An Hängen kann sie auch in trockenen Magerwiesen gefunden werden. Wichtige Lebensraumkomponenten für die Barrenringelnatter sind: ein geeignetes Jagdrevier, ein frostfreies Überwinterungsquartier, Eiablageplätze wie Schnittgut- und Komposthaufen, ausreichend viele Aufwärmplätze wie Holzlagerstätten, alte Schilfhaufen oder Seggenbulten, aber auch versteckreiche
Wanderrouten, wie Stauden oder Altgras.

## Lebensweise

### Ernährung

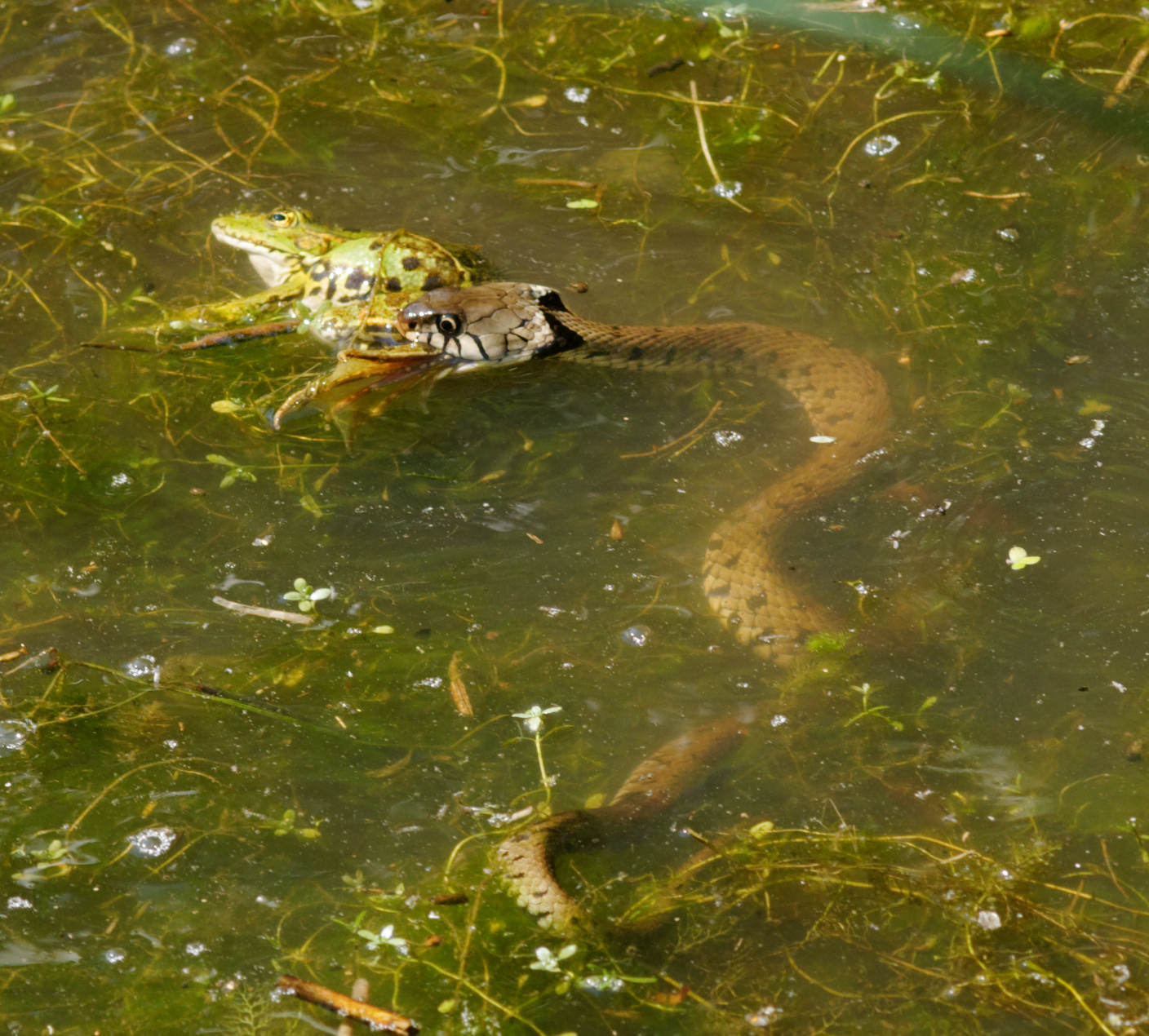
Barrenringelnatter mit erbeutetem Wasserfrosch

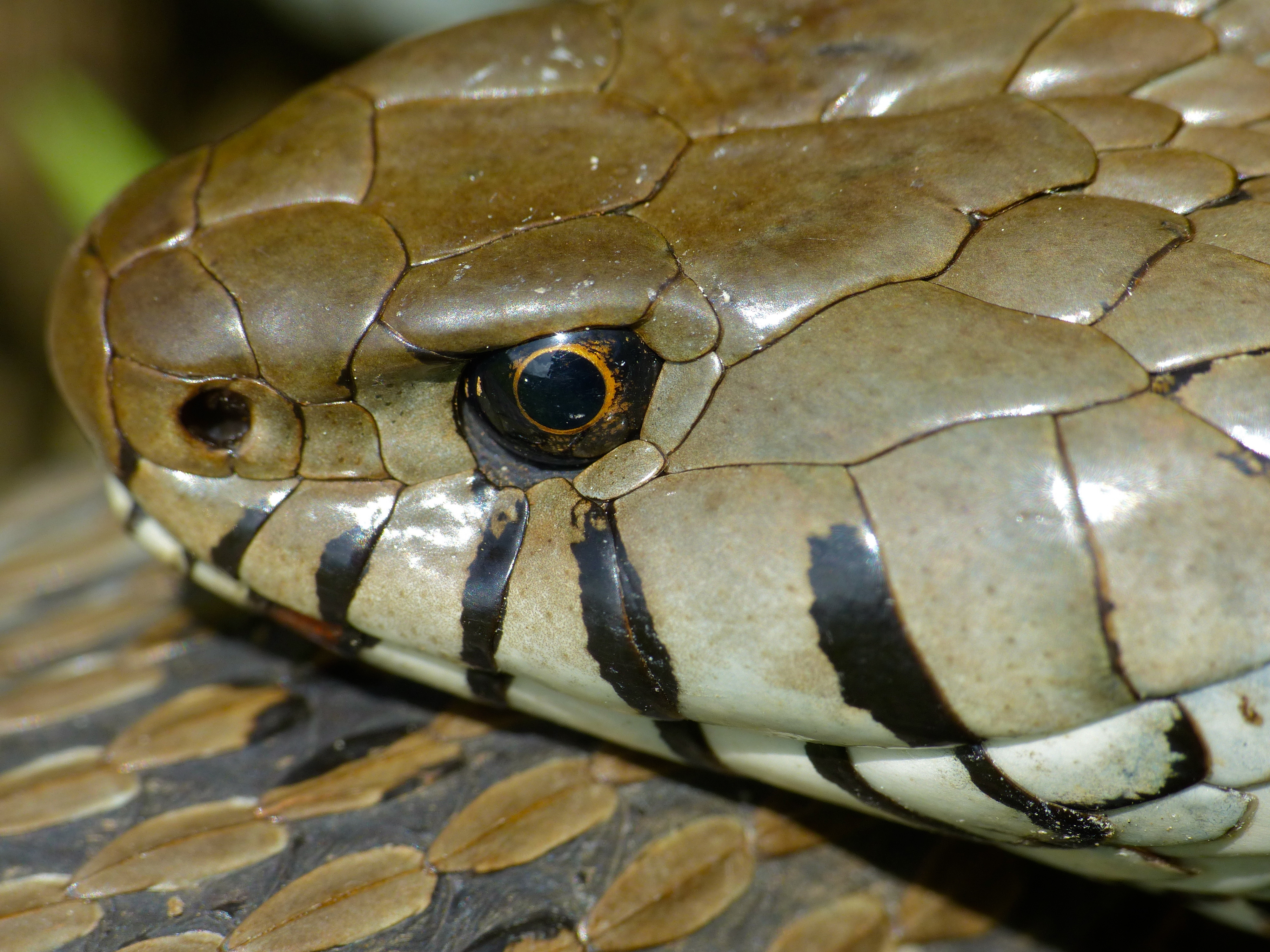
Die Kopfpartie von Natrix helvetica

Als Nahrung dienen ihnen meist Amphibien und deren Larven, die sie oft in Gewässernähe jagen. Selten werden auch Fische gefangen. Junge Ringelnattern kann man häufig dabei beobachten, wie sie im Frühjahr Kaulquappen und Molchlarven jagen.  Aus dem Kanton Luzern ist bekannt, dass ihre Nahrung bevorzugt aus Grünfröschen besteht.

### Fressfeinde und deren Abwehr
Vor allem Greifvögel, Reiher und Rabenvögel stellen Ringelnattern nach, aber auch Füchse, Marder, Wildschweine und Hauskatzen.

### Fortpflanzung und Entwicklung
Je nach Witterung im Frühjahr erwachen Barrenringelnattern meist zwischen März und April aus der Winterstarre. Nach einer mehrwöchigen Phase, in der sie sich oft in der Sonne aufwärmen, kommt es im April zur Paarung. Geschlechtsreife Weibchen sind deutlich größer und gedrungener als die grazileren und schlankeren Männchen. Wie bei den anderen Ringelnattern finden keine klassischen Kommentkämpfe um ein Weibchen statt, bei denen der Verlierer das Feld verlässt. Die Paarung findet im Gegenteil in einem wilden „Getümmel“ statt, dem sogenannten Paarungsknäuel. Hierbei schlängeln sich meist mehrere Männchen um ein Weibchen und versuchen mit ihren Hemipenes die Paarung. Nach erfolgreicher Paarung legen die Weibchen ihre Eier im Juli/August in geeignetes Substrat ab. Oft werden hier organische Gartenabfälle gewählt. Nach ungefähr 2 Monaten schlüpfen die Jungtiere.

### Abwehrverhalten

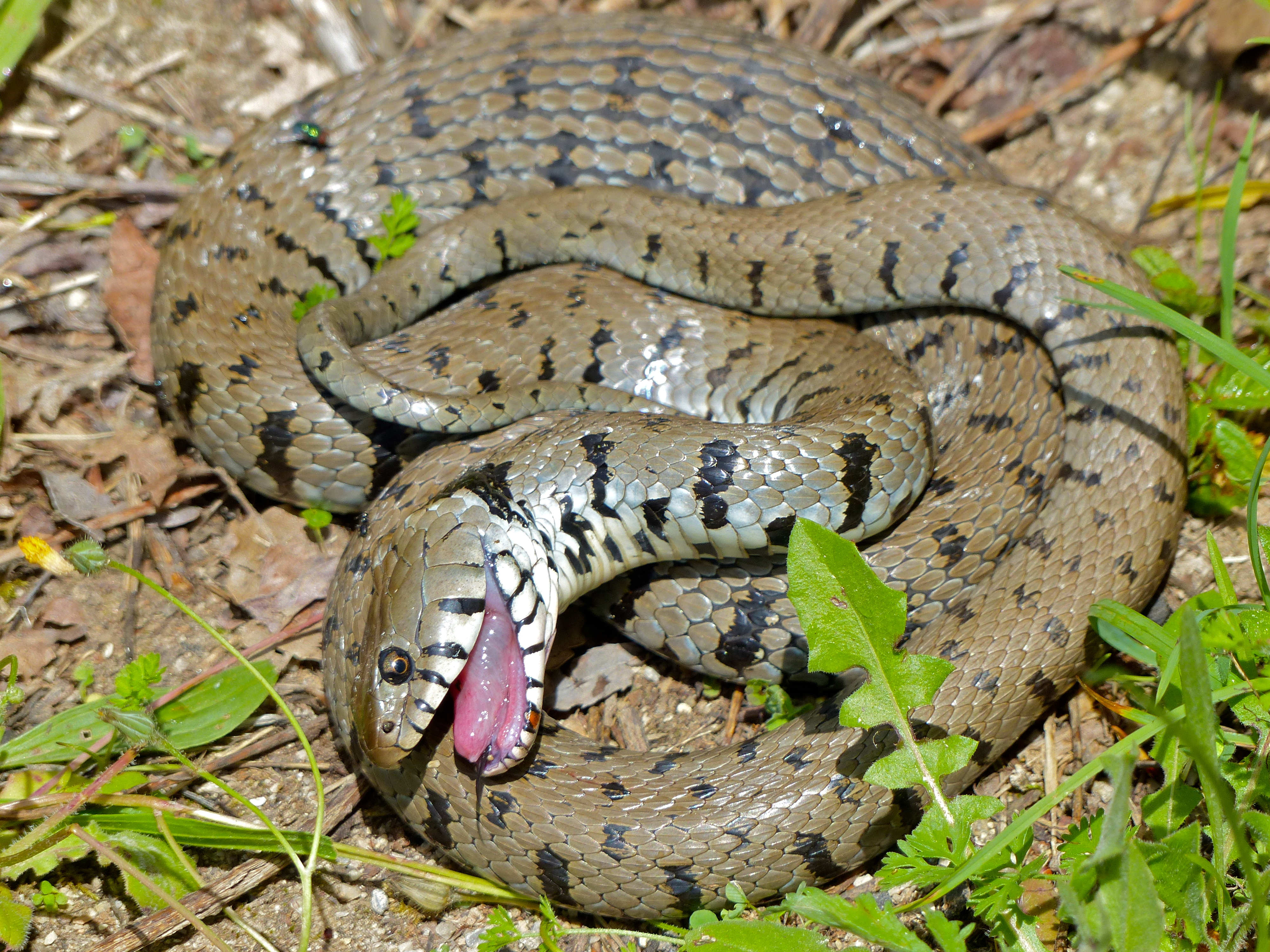
Natrix helvetica stellt sich tot

Zur Verteidigung kann die Ringelnatter ein stinkendes Sekret absondern. Zudem kann sie sich totstellen. Dieser Reflex wird auch als Schreckstarre, Totstellreflex oder Thanatose bezeichnet. Er tritt ein, wenn die Barrenringelnatter von einem Beutegreifer bedroht wird oder aus anderen Gründen in eine plötzlich auftretende Stresssituation gerät. Unter anderem hängt dabei bei geöffnetem Maul ihre Zunge heraus.

## Gefährdung und Schutz
Wie vom Kanton Luzern bekannt ist, erlitten die Vorkommen der Barrenringelnatter durch die Zerstörung der Feuchtgebiete und dem damit einher gehenden Bestandsrückgang der Amphibien, die zu Nahrungsengpässen führen, im letzten Jahrhundert massive Rückgänge. Diese erfolgten im Zuge der landwirtschaftlichen Intensivierung im 20. Jahrhundert. Da sie einen großen Aktivitätsradius hat, ist sie besonders von der Zerschneidung der Landschaft durch vielbefahrene Verkehrswege betroffen. Doch ein Faktor besteht auch im Mangel an geeigneten Eiablageplätzen. Jedoch hat sich durch das Artenschutzprogramm des Kantons Luzern in den mittelländischen Naturräumen die Bestandssituation der Barrenringelnatter in den letzten Jahren verbessert.
In der Schweiz gilt die Barrenringelnatter als „verletzlich“ (VU). Im Kanton Luzern gilt die Art im Naturraum „Voralpen“ als „regional ausgestorben“ (RE), im Naturraum „Napfgebiet“ als „vom Aussterben bedroht“ (CR) und in den anderen Naturräumen als „verletzlich“ (VU).

## Unterarten

### Natrix helvetica helvetica
Die Nominatform Natrix helvetica helvetica, die wegen ihrer Verbreitung auch Westliche Barrenringelnatter genannt wird, und die in Westdeutschland im Rheingebiet vorkommt, wanderte aus Frankreich nach Mitteleuropa ein.

### Natrix helvetica sicula
Die in den Südalpen sowie in Tirol und Südbayern nachgewiesene Unterart wird als Natrix helvetica sicula (CUVIER 1829) angesprochen. Als deutsche Bezeichnungen dieser Unterart finden sich Italienische Ringelnatter, Italienische Barrenringelnatter oder Alpen-Barrenringelnatter, als englischsprachigen Vernikularnamen Italian barred grass snake. Die Typuslokalität liegt in Sizilien.

### Natrix helvetica cetti
Natrix helvetica cetti (GENÉ 1839) ist in Sardinien zu finden.

### Natrix helvetica corsa
Natrix helvetica corsa (HECHT 1930) kommt in Korsika vor.

## Hybriden
Im Rheingebiet gibt es rechtsrheinisch zwischen Mittelhessen und der Grenze zur Schweiz einen Streifen von weniger als 50 Kilometern Breite, in der Hybriden zwischen der Ringelnatter und Barrenringelnatter vorkommen. Auch in der Bodenseeregion und in Unterfranken wurden Mischlinge der Westlichen Barrenringelnatter (Natrix helvetica helvetica) mit der heimischen Ringelnatter (Natrix natrix) nachgewiesen.

## Artenschutzprogramm
Der Kanton Luzern betreibt für die Barrenringelnatter seit dem Jahr 2005 ein Artenhilfsprogramm.
Die Beratungsstelle Reptilien (karch), die in der Schweiz Amphibien- und Reptilienschutz koordiniert, empfiehlt, folgende Schutzmaßnahmen in Planungen einzubeziehen:
- „Schutz aller noch vorhandenen Feuchtgebiete“
- „Pflege- und Gestaltungspläne für bestehende Flächen“
- „Naturschutz als Endnutzung für aktuelle und zukünftige Abbaugebiete“
- „Förderung der Vernetzung bestehender Vorkommen“
- „Anlage von Pufferzonen entlang von Fliessgewässern und Feuchtgebieten“
- „Renaturierung kanalisierter Fliessgewässer und ehemaliger Auen“
- „Neuanlage von Feuchtgebiete“[11]

Zudem empfiehlt sie generell folgende konkreten Maßnahmen:
- „Kontrolle der Verbuschung“
- „Anlage von Amphibiengewässern“
- „Schaffung einer vielfältigen Geländestruktur durch Stein- und Holzhaufen“
- „Abgeschnittene Büsche an geeigneter Stelle deponieren (Eiablageplätze)“
- „Naturnahe Ufergestaltung, keine kompakten Verbauungen“
- „Pflegeeinsätze im Winter ausführen“
- „Reduktion von landwirtschaftlichen Chemieeinsätzen“[11]